# Магнус Хенриксен
Магнус Хенриксен (швед. Magnus Henriksson; 1125 — 1161) — король Швеции в 1160—1161 годах.

## Биография
Магнус Хенриксен был датским лордом, последним потомком Стенкиля на шведском престоле, его мать Ингрид была внучкой Инге Старшего. Его отец Хенрик Шателор был датчанином, и этим объясняется датское окончание «-сен» в его имени.
Магнус женился на своей сводной сестре Биргиде, незаконной дочери Харальда IV.
Он считается убийцей Сверкера I и Эрика IX Святого. После убийства последнего в 1160 году сумел занять престол, однако в битве при Эребру в 1161 был разбит Карлом Сверкерссоном.
В соответствии с работами Нильса Алунда, который, в свою очередь, ссылается на Стуре Болина, есть все признаки того, что надгробный камень из Вреты, считающийся надгробием короля Магнуса Нильссона, двоюродного брата отца Магнуса Ханриксена, на самом деле принадлежит самому Магнусу, и что его могила, в таком случае, должна находиться где-то на территории монастыря .